# Premi Andròmina de narrativa
El Premi Andròmina de narrativa és un premi literari en llengua catalana convocat per Edicions 3 i 4 i entregat dins els Premis Octubre celebrats cada any a la ciutat de València. Al premi hi poden optar totes les obres, inèdites i en llengua catalana, escrites en les diverses modalitats de narrativa i té una dotació de 10.000 euros.

## Guanyadors
- 1973: Assaig d'aproximació a 'Falles folles fetes foc' d'Amadeu Fabregat
- 1974: Els cucs de seda de Joan Francesc Mira
- 1975: Matèria de Bretanya de Carmelina Sánchez-Cutillas
- 1976: Ramona Rosbif d'Isa Tròlec
- 1977: Rondalla del retorn de Josep Piera
- 1978: Desert
- 1979: Crim de Germania de Josep Lozano
- 1980: Honorable míster R d'Ignasi Riera
- 1981: Àmbit perdurable de Rafael Ventura Melià
- 1982: Ducat d'ombres de Joan M. Monjo
- 1983: Calidoscopi de Josep Franco
- 1984: Mamil·la, encara de Jaume Santandreu
- 1985: L'ocell de Ricard Creus
- 1986: Desert
- 1987: Vol nocturn de Gemma Lienas
- 1988: Desfici d'Isabel Olesti
- 1989: L'hora dels eclipsis de Maria de la Pau Janer
- 1990: Perfum romanial d'Antoni-Lluc Ferrer i Morro
- 1991: Un silenci sec de Ponç Puigdevall
- 1992: L'última primavera d'Antoni Dalmases i Pardo
- 1993: L'últim muetzí de Rafael Escobar i Martínez
- 1994: Tres d'amor de Víctor Batallé i Serra
- 1995: Camí de palau de Miquel Mas Ferrà
- 1996: Espècies perdudes de Vicent Josep Escartí i Soriano
- 1997: Les confidències del comte de Buffon de Martí Domínguez Romero
- 1998: Els tatuatges de Josep Pujol i Coll
- 1999: Ella ve quan vol de Matthew Tree
- 2000: Desert
- 2001: L'home que ensumava dones d'Isabel-Clara Simó
- 2002: Crònica de la devastació de Vicent Usó i Mezquita
- 2003: Quina lenta agonia la dels ametllers perduts de Toni Cucarella
- 2004: L'Altíssim de Joan Jordi Miralles
- 2005: L'Estrep (Pólvora de Rei) de Joan Olivares i Alfonso
- 2006: La geografia de les veus de David Nel·lo i Colom
- 2007: L'aprenentatge de la soledat de David Vilaseca
- 2008: Els neons de Sodoma de Xavier Aliaga
- 2009: Andròmines de Rafael Gomar
- 2010: Les ratlles de la vida de Raquel Ricart
- 2011: El poder excloent de l'essa sorda de Daniel O'Hara
- 2012: Ex aequo La passió italiana de Josep-Lluís Carod-Rovira i Hi ha morts que pesen cent anys de Tomàs Llopis[1]
- 2013: Desert
- 2014: Trencatenebres de Juli Alandes
- 2015: L'assassí que llegia Vidal Vidal de Miquel Àngel Estradé
- 2016: La vida és dura de Josep Franco i Martínez
- 2017: Les llàgrimes d'Orfeu de Vicent Pallarés i Porcar
- 2018: Fons de formes de Salvador Company[2]
- 2019: Les espines del peix de Josep Colomer[3]
- 2020: No sé què mor de Ramon Ramon[4]
- 2021: Desert[5]
- 2022: Només se salvaran els llamps d'Antoni Mas Busquets[6]
- 2023: Ex aequo per En trànsit de Ferran Garcia-Oliver i Tornaràs a mirar-me de Joan Duran.[7]
- 2024: Desert[8]